# 불갑산
불갑산(佛甲山)은 대한민국 전라남도 영광군과 함평군의 경계를 이루는 높이 516m의 산이다.
인도 승려 마라난타가 백제 침류왕 원년인 384년에 지었다는 사찰 불갑사가 있다. 본래 모악산의 일부였다가 백제에 처음 불교가 전래된 곳이라 불갑산이라 했다는 이야기가 전해온다
봄에는 벚꽃이, 8월에는 백일홍이, 9월에는 꽃무릇이라고도 불리는 석산이 만개한다. 고창군 선운사, 함평군 용천사와 함께 한국 최대의 꽃무릇 군락지이다.
2019년 1월 10일부터 도립공원으로 지정되었다.

## 같이 보기
- 한국의 산
- 불갑사
- 도립공원

## 참고자료
- “불갑산·불갑사”. 영광군. 2008년 6월 22일에 확인함.[깨진 링크(과거 내용 찾기)]